# Smother
Smother est un film américain de Vince Di Meglio sorti en 2007.

## Fiche technique
- Réalisation : Vince Di Meglio
- Scénario : Tim Rasmussen et Vince Di Meglio
- Pays :  États-Unis
- Année de tournage : 2007
- Tournage : 16 janvier 2007 - 21 février 2007
- Durée : 92 minutes
- Date de sortie en salles :
  -  États-Unis : 31 octobre 2007 (American Film Market)
  -  Taïwan : 30 avril 2008

## Distribution
- Diane Keaton : Marilyn Cooper
- Liv Tyler : Claire Cooper
- Dax Shepard : Noah
- Ken Howard : Gene Cooper
- Sarah Lancaster : Holly